# Kashiwazaki

Kashiwazaki (柏崎市 Kashiwazaki-shi?) este un municipiu din Japonia, prefectura Niigata.